# Ferrovie Tōbu
Le Ferrovie Tobu s.p.a. (東武鉄道株式会社?, Tōbu Tetsudō Kabushiki-gaisha) sono un'azienda giapponese di trasporti ferroviari nella grande Area di Tokyo. Oltre a treni per pendolari, operano servizi intercity nella regione del Kantō. Le aree servite sono quelle di Tokyo, Saitama, Chiba, Gunma e Tochigi. 
Oltre ai trasporti su rotaia, il gruppo Tobu offre anche servizi su gomma, taxi, edilizia e commercio.
Il nome "Tōbu" è formato dai kanji di est (東) e Musashi (武蔵), l'area servita inizialmente.

## Rete ferroviaria
Escludento le compagnie della Japan Railways, con 463,3 km di estensione la rete della Tobu è la seconda più estesa nel paese dopo le Ferrovie Kintetsu. Tobu ha due reti isolate, collegate fra di loro dalla Chichibu Railway.
L'area principale si sviluppa ad albero dalla stazione di Asakusa a Tokyo, con la linea Isesaki come corridoio centrale e le linee Kameido, Daishi, Noda, Sano, Koizumi, Kiryū e Nikkō come diramazioni laterali. Alla fine della linea si trovano anche le linee Utsunomiya e Kinugawa. Con un sovrapprezzo sul biglietto standard si possono prenotare i posti e accedere ai servizi espressi limitati per Nikkō e Kinugawa.
La linea Tōjō corre invece verso nord-est dalla stazione di Ikebukuro a Tokyo verso la zona occidentale della prefettura di Saitama. La linea Ogose è infine una diramazione dalla stazione di Sakado.

### Linee Tōbu principali
|   | Nome             | Capilinea                                          | Lunghezza (km) |
| - | ---------------- | -------------------------------------------------- | -------------- |
| ■ | Linea Isesaki    | Asakusa – Isesaki                                  | 114.5          |
| ■ | Linea Kameido    | Hikifune – Kameido                                 | 3.4            |
| ■ | Linea Daishi     | Nishiarai – Daishimae                              | 1.0            |
| ■ | Linea Noda       | Ōmiya – Kasukabe - Funabashi                       | 62.7           |
| ■ | Linea Nikkō      | Tōbu-Dōbutsu-Kōen – Tōbu Nikkō                     | 94.5           |
| ■ | Linea Utsunomiya | Shin-Tochigi – Tōbu Utsunomiya                     | 24.3           |
| ■ | Linea Kinugawa   | Shimo-Imaichi – Shin-Fujiwara                      | 16.2           |
| ■ | Linea Sano       | Tatebayashi – Kuzū                                 | 22.1           |
| ■ | Linea Koizumi    | Tatebayashi – Nishi-Koizumi, Ōta – Higashi-Koizumi | 12.0           |
| ■ | Linea Kiryū      | Ōta – Akagi                                        | 20.3           |

### Linee Tōbu Tōjō
|   | Nome        | Capilinea         | Lunghezza (km) |
| - | ----------- | ----------------- | -------------- |
| ■ | Linea Tōjō  | Ikebukuro – Yorii | 75.0           |
| ■ | Linea Ogose | Sakado – Ogose    | 10.9           |

## Materiale rotabile

### Elettrotreni espressi
- 1800 series EMU (1969)
- 6050 series EMU (1985)
- 500/500 series EMU Revaty (2017)
- 300/350 series EMU (1991)
- 200/250 series EMU Ryōmō (1991)
- 100 series EMU Spacia (1990)

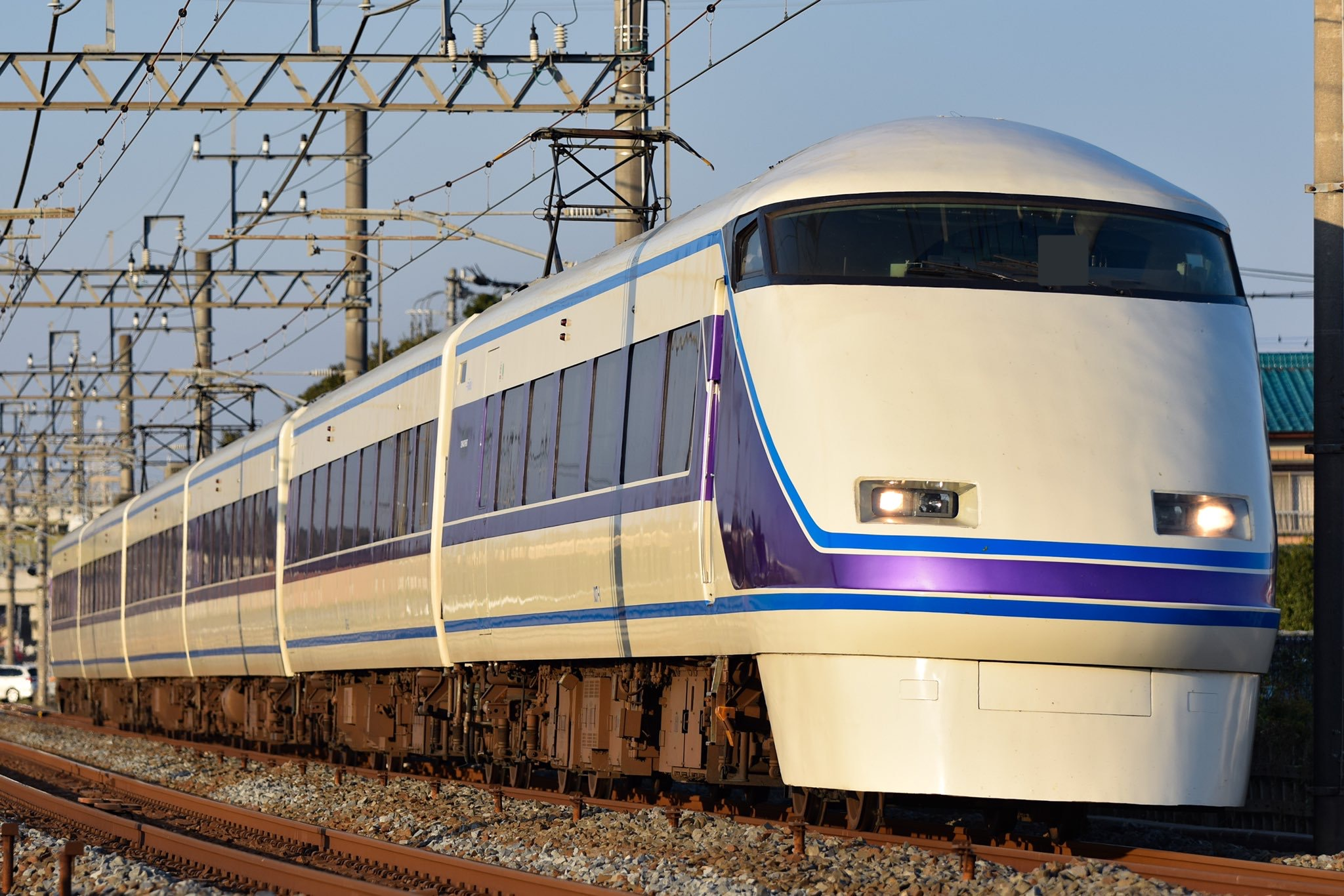
100 series
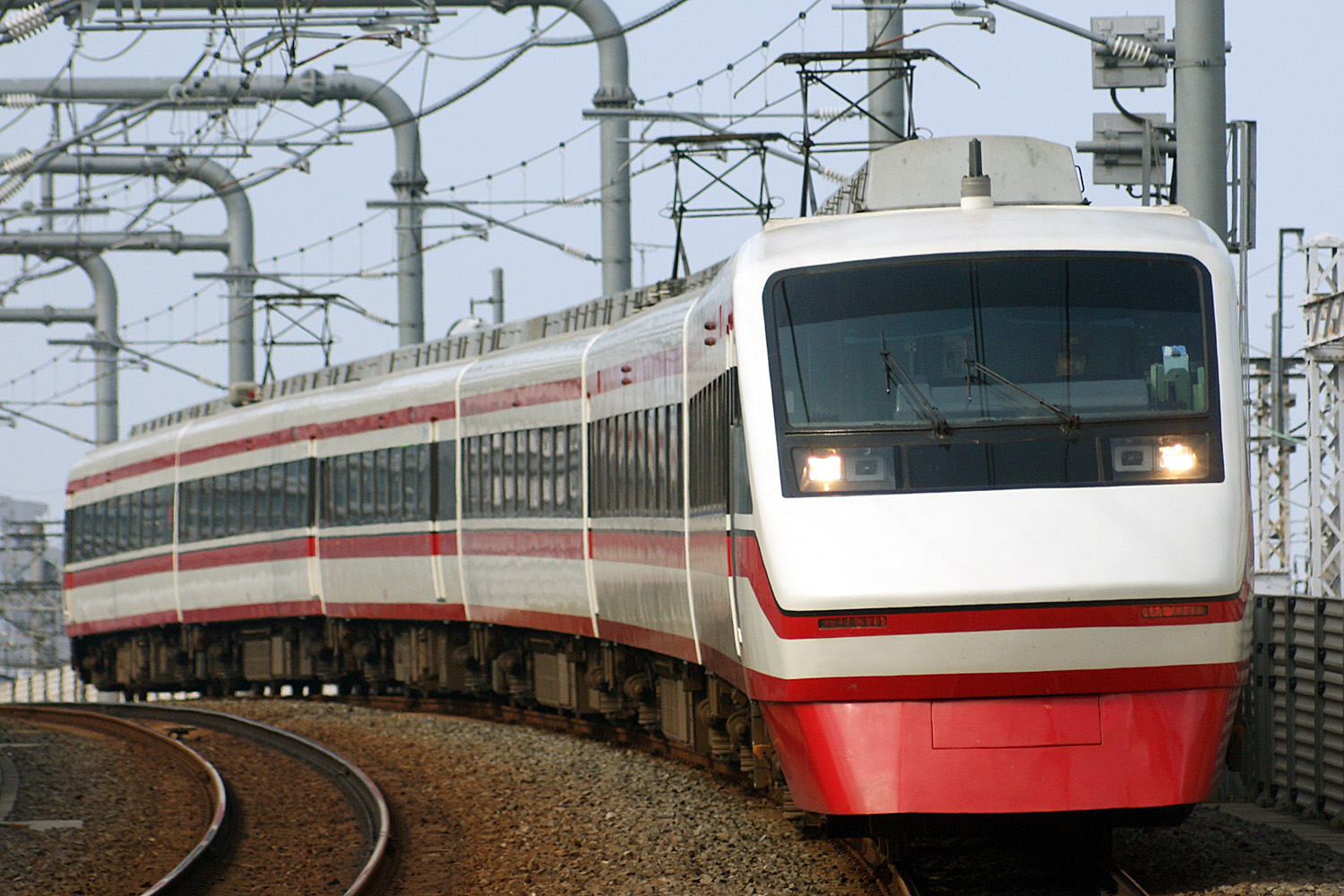
200 series
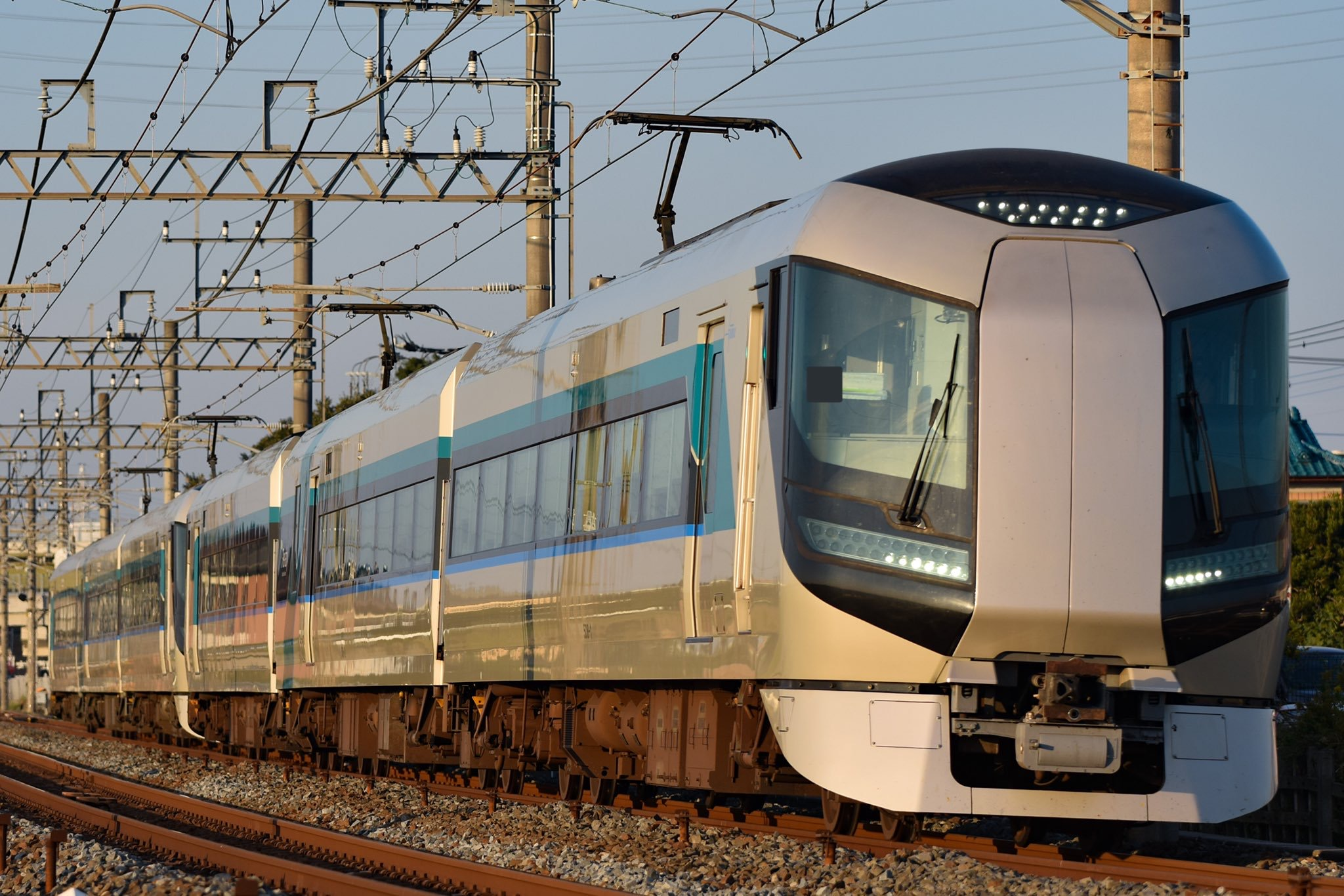
500 series
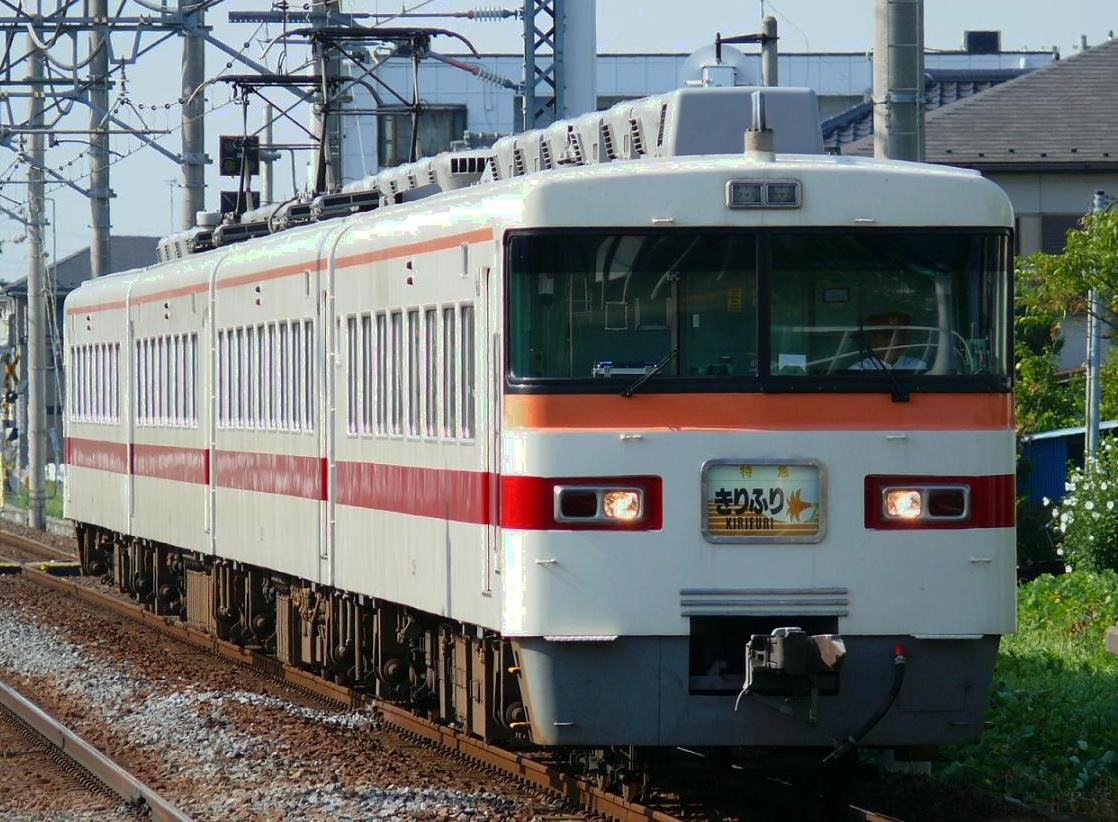
350 series espresso limitato Kirifuri

### Elettrotreni suburbani
- 8000 series EMU (1963)
- 800/850 series EMU
- 9000 series EMU (1981)
- 10000 series EMU (1983)
- 20000 series EMU (1988)
- 30000 series EMU (1996)
- 50000 series EMU (2005)
- 60000 series EMU (2013)
- 70000 series EMU (2017)

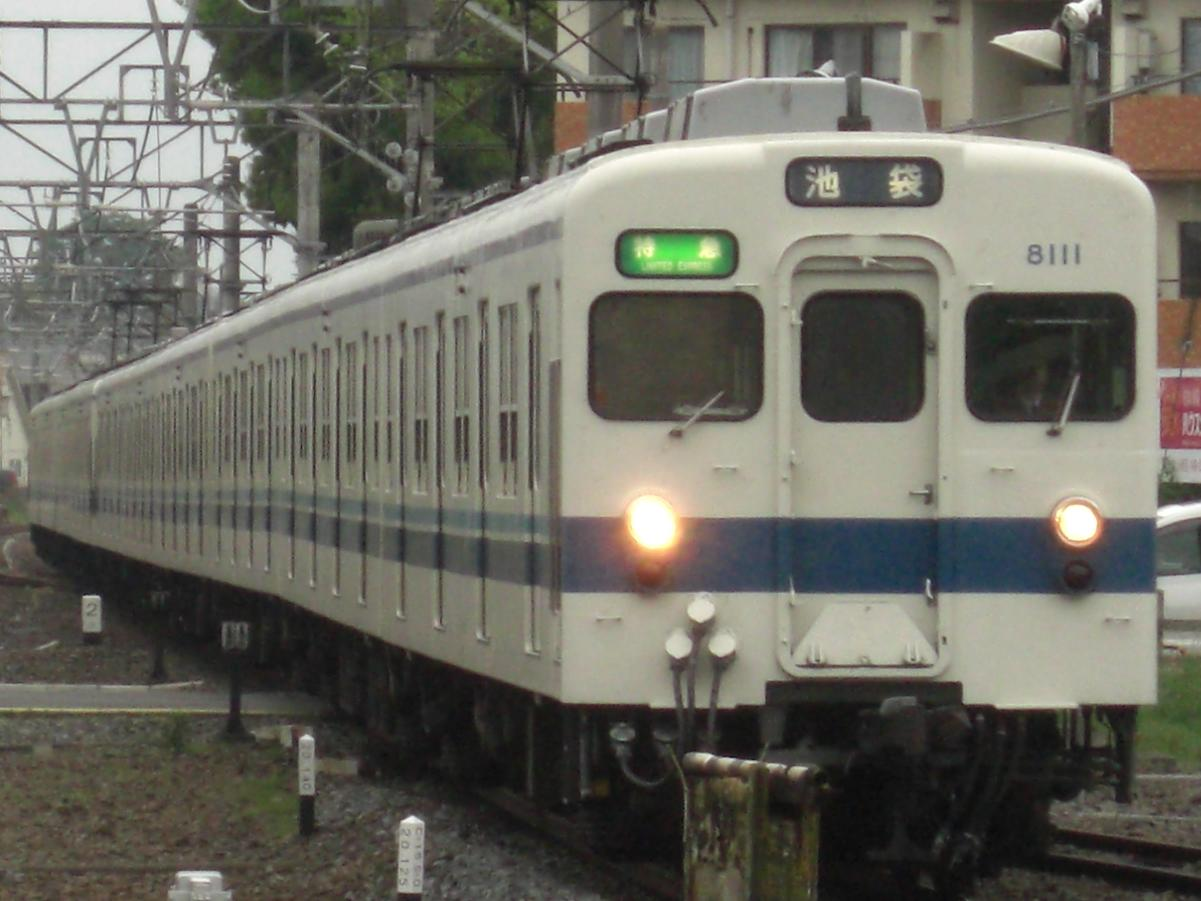
8000 series (non revampizzato)
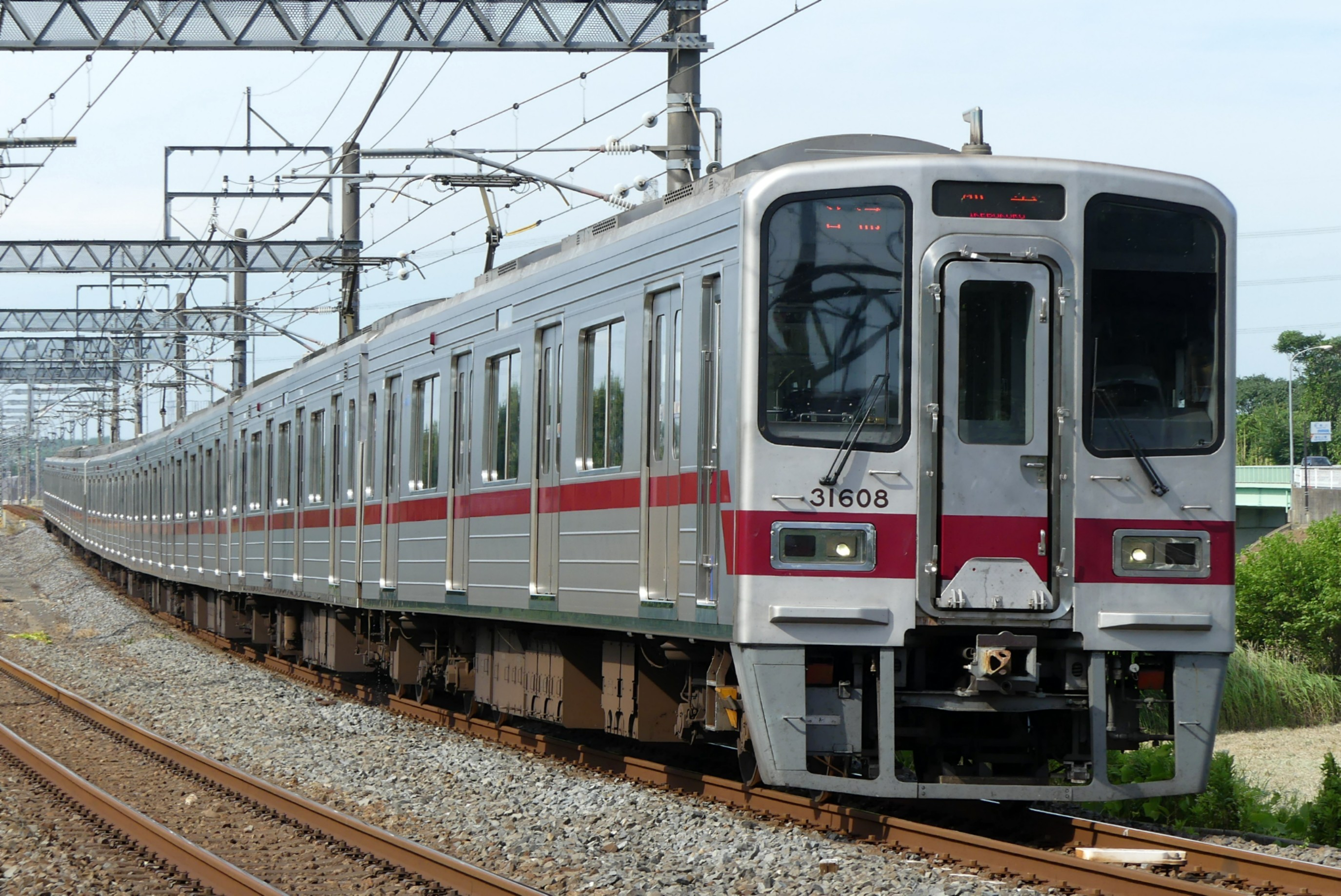
30000 series
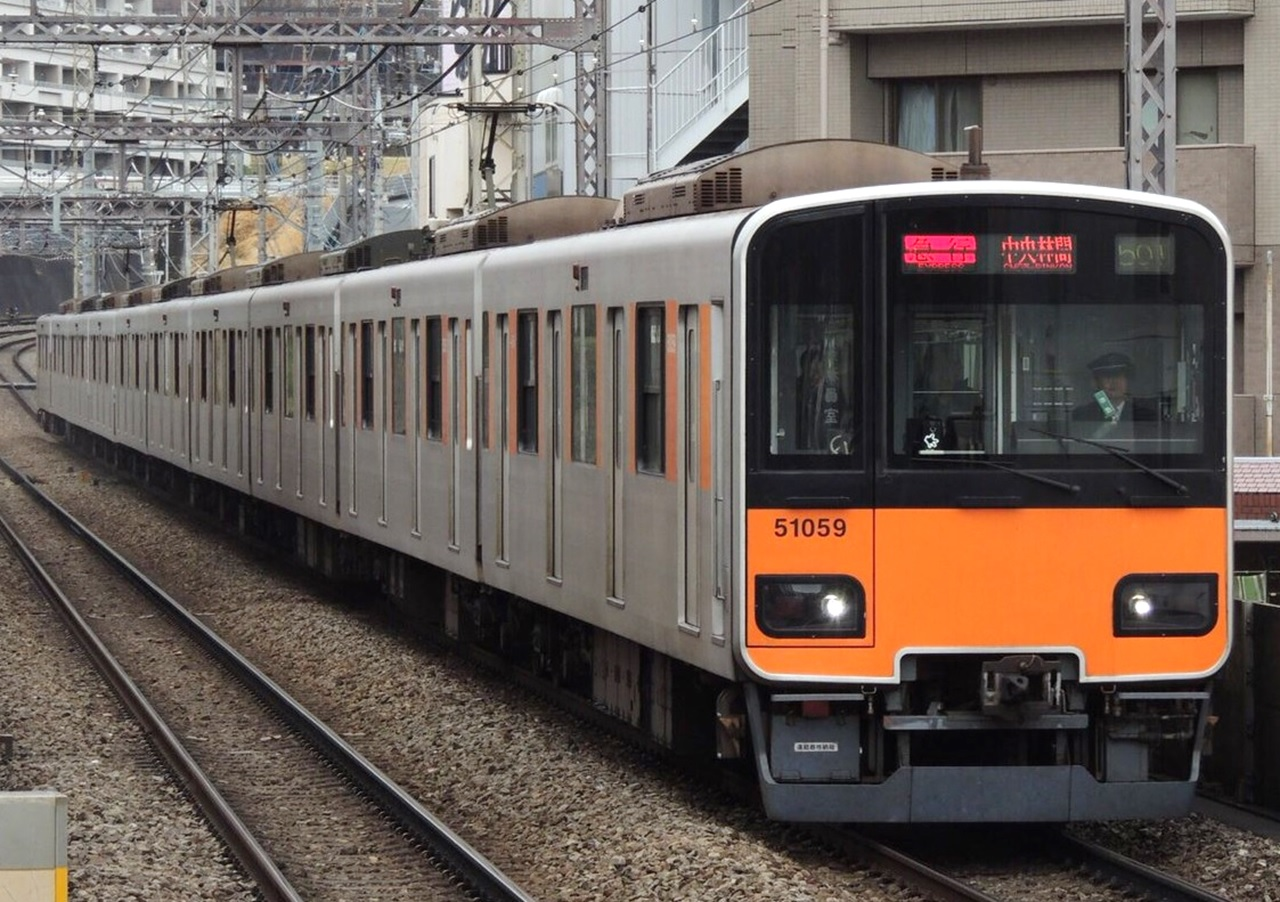
50000 series
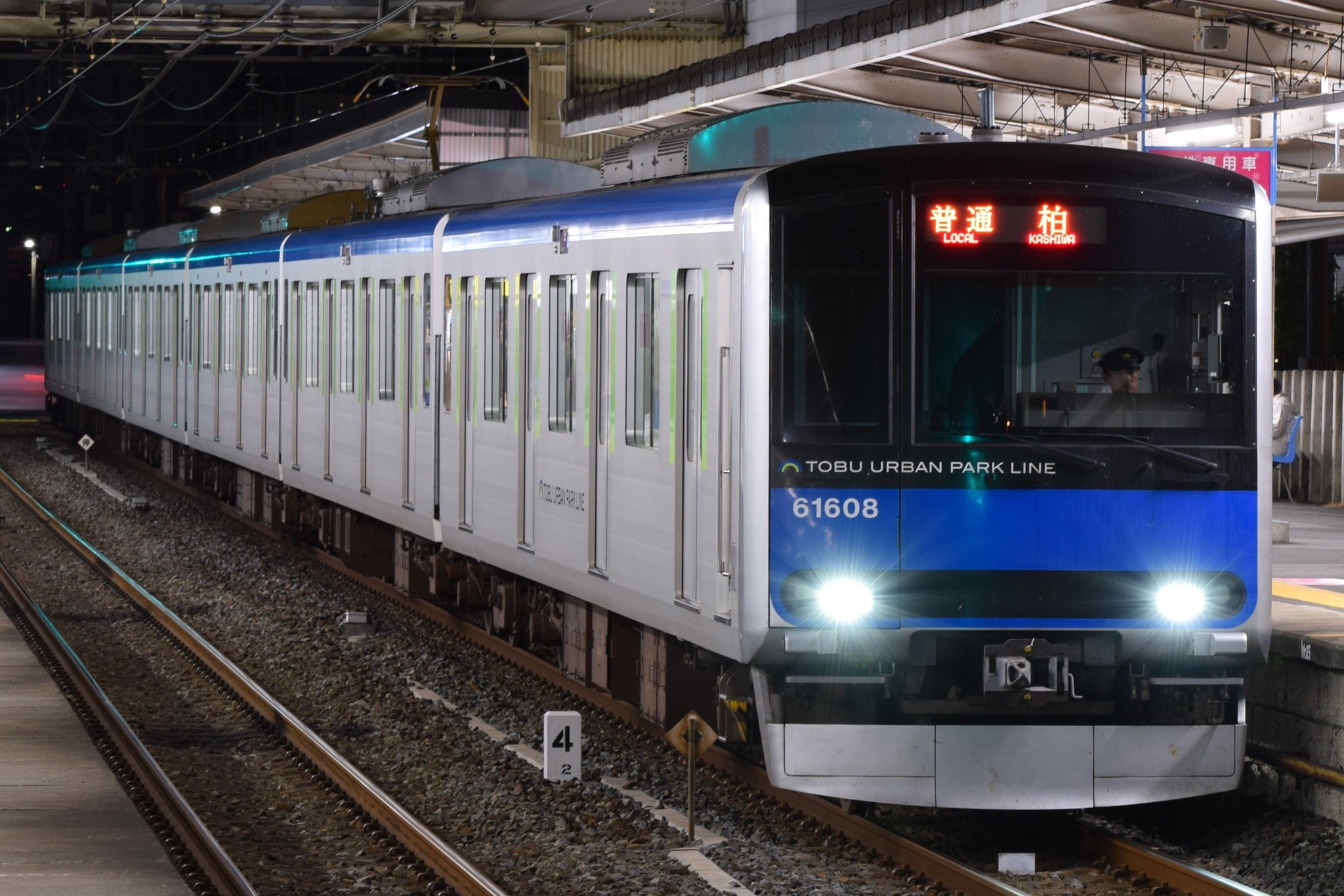
60000 series
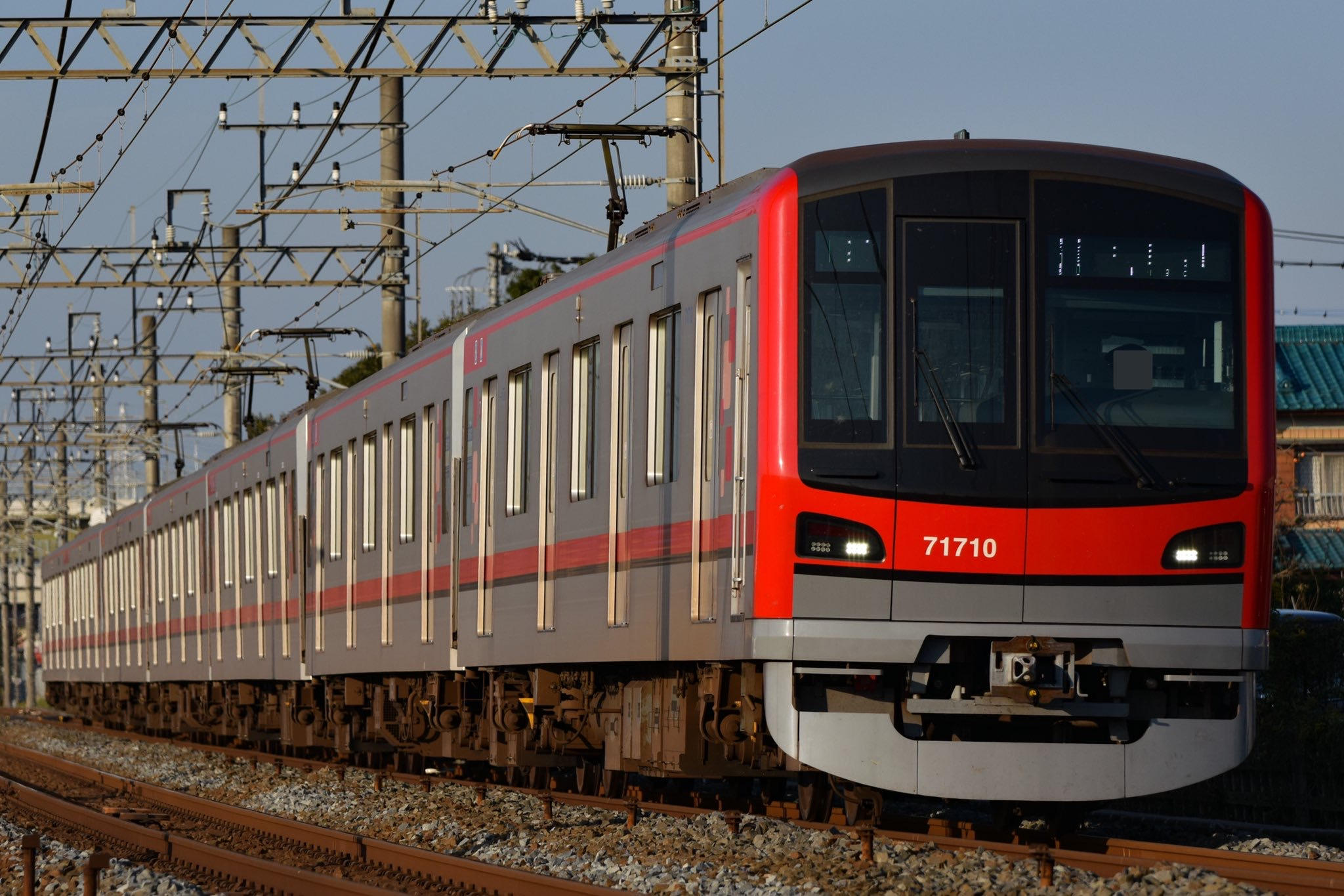
70000 series